# Úsměv

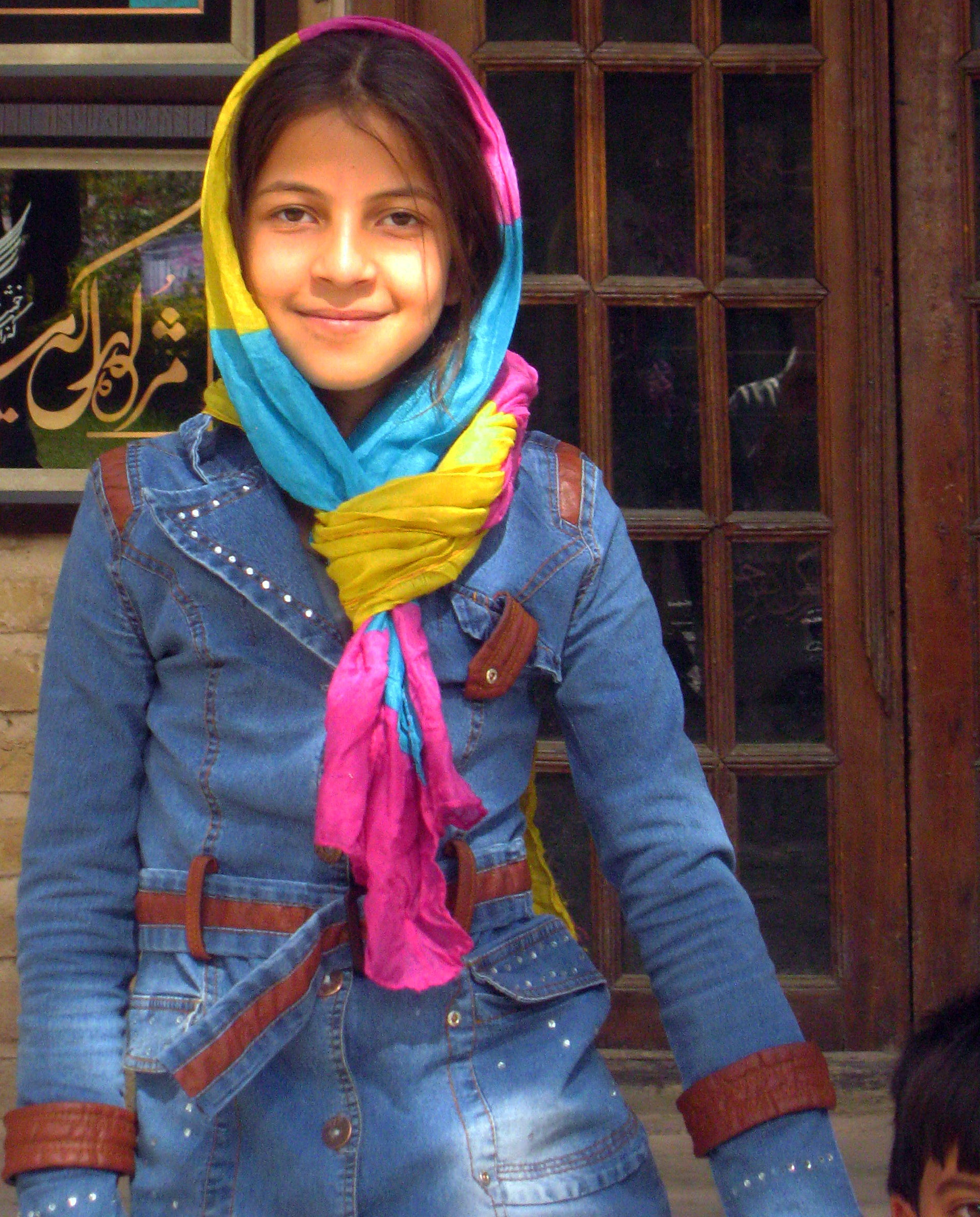
Usmívající se íránská dívka

Úsměv je typická grimasa, provázející radostné vnitřní rozpoložení člověka. Úsměvem reagujeme na vtip, radostnou novinu, ale i na pomoc nebo pozdrav. Specifický úsměv může vyjadřovat také např. ironii nebo výsměch.
Při úsměvu člověk pozvedne ústní koutky směrem vzhůru a poodhalí zuby. Při smíchu se na rozdíl od úsměvu zapojí také bránice, jde o hlasitý projev.
Někteří psychologové se pokoušejí rozlišovat úsměv na upřímný a hraný (křečovitý) na základě aktivace určitých mimických svalů, nicméně problematika je dosti složitá, protože škála úsměvů u každého člověka je nesmírně pestrá.

## Duchenneův úsměv
V polovině 19. století objevil francouzský neurolog Guillaume Duchenne během výzkumu fyziologie výrazů obličeje dva rozdílné typy úsměvů. Při takzvaném Duchenneově úsměvu dochází ke stahu jak hlavního zygomatického (lícního) svalu (musculus zygomaticus major), tj. svalu, který zvedá koutky úst, tak kruhového očního svalu (musculus orbicularis oculi), tj. svalu, který zvedá tváře a vznikají díky němu vějířky kolem očí.
Jedná-li se o jiný úsměv než Duchenneův, zapojuje se při něm pouze hlavní zygomatický sval. "Podle výsledků dřívějších výzkumů provedených na dospělých jedincích se zdálo, že pocit radosti je doprovázen jakýmkoli úsměvem, během kterého jsou pomocí hlavního zygomatického svalu zdviženy koutky úst. Novější studie však ukázaly, že s pozitivními emocemi je spojen výhradně úsměv, během kterého se stahují svaly kolem očí a zvedají tváře (Duchenneův úsměv)."
Falešný úsměv, během kterého je ze zdvořilosti záměrně stažen pouze hlavní zygomatický sval, nese označení "Pan Am úsměv" nebo také "botoxový úsměv": Pojmenován je po dnes již neexistující letecké společnosti Pan American World Airways, jejíž letušky a stewardi vždy každého pasažéra obdařili stejným povrchním úsměvem. Druhý vžitý název odkazuje k botoxu, který se v kosmetickém průmyslu začal používat v roce 2002. Nadměrná aplikace botoxových injekcí, které mají vyhladit oční vrásky, totiž může vyústit až v paralýzu malých svalů v očním okolí, a znemožnit tak vznik Duchenneova úsměvu.